# Vertisphaera
Vertisphaera is een monotypisch geslacht van tweekleppigen uit de  familie van de Verticordiidae.

## Soort
- Vertisphaera cambrica Iredale, 1930